# SRC ASIA vol.1

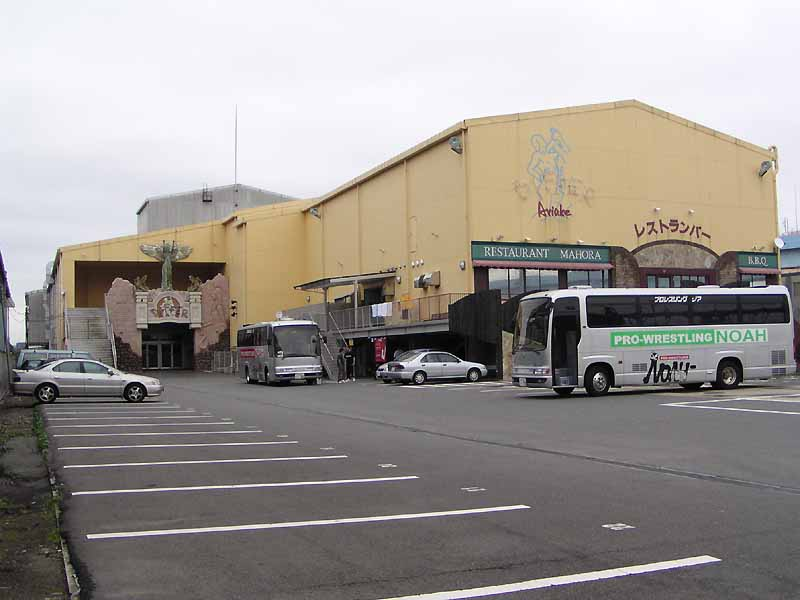
会場のディファ有明（2004年10月撮影）

SRC ASIA vol.1（エスアールシー・アジア・ヴォリューム・ワン）は、日本の総合格闘技団体「SRC」の大会の一つ。2010年7月4日、東京都江東区のディファ有明で開催された。

## 大会概要
SRCバンタム級ASIAトーナメント2010の1回戦8試合が行なわれ、イ・ギルウ、石渡伸太郎、江泉卓哉、佐藤将光、曹竜也、高橋渉、西村広和、ソ・ジェヒョンが2回戦進出を決めた。
メインイベントで勝利したショルダーブラザーズ1号 金親尊氏は、試合後のリング上で石井慧への挑戦をアピールした。

## 試合結果
第1試合 バンタム級ASIAトーナメント2010 1回戦 5分2R
○  ソ・ジェヒョン vs.  杉田一朗 ×
2R終了 判定3-0（20-18、20-19、20-18）
※ソが2回戦進出。
第2試合 バンタム級ASIAトーナメント2010 1回戦 5分2R
○  西村広和 vs.  稲津航 ×
2R終了 判定3-0（20-19、20-20（西村）、20-19））
※西村が2回戦進出。
第3試合 バンタム級ASIAトーナメント2010 1回戦 5分2R
○  高橋渉 vs.  近藤尚平 ×
2R 1:22 チョークスリーパー
※高橋が2回戦進出。
第4試合 バンタム級ASIAトーナメント2010 1回戦 5分2R
○  曹竜也 vs.  ソン・ミンジョン ×
2R終了 判定3-0（19-18、19-19（曹）、19-19（曹））
※曹が2回戦進出。
第5試合 バンタム級ASIAトーナメント2010 1回戦 5分2R
○  佐藤将光 vs.  岡元飛竜 ×
2R終了 判定3-0（20-19、20-19、20-20（佐藤））
※佐藤が2回戦進出。
第6試合 バンタム級ASIAトーナメント2010 1回戦 5分2R
○  江泉卓哉 vs.  島崎太郎 ×
2R終了 判定3-0（19-19（江泉）、19-19（江泉）、20-20（江泉））
※江泉が2回戦進出。
第7試合 バンタム級ASIAトーナメント2010 1回戦 5分2R
○  石渡伸太郎 vs.  パンチィー山内 ×
1R 3:13 TKO（レフェリーストップ：パウンド）
※石渡が2回戦進出。
第8試合 バンタム級ASIAトーナメント2010 1回戦 5分2R
○  イ・ギルウ vs.  種市彩人 ×
1R 0:10 KO（右フック）
※イが2回戦進出。
第9試合 ウェルター級ワンマッチ 5分3R
○  鳥生将大 vs.  ノア・ヴィラヌエバ ×
1R 2:54 アキレス腱固め
第10試合 ヘビー級ワンマッチ 5分3R
○  ショルダーブラザーズ1号 金親尊氏 vs.  イ・サンス ×
3R終了 判定3-0（30-28、30-29、30-29）